# Oïdi

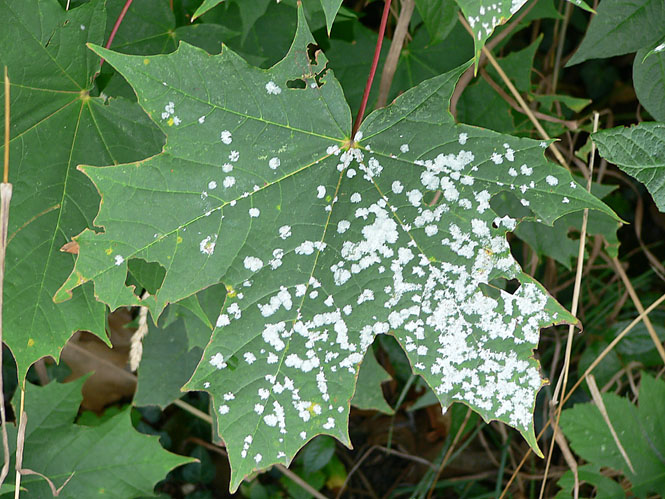
acarosi,molt semblant a l'oïdi, atacant un pàmpol.

L'oïdi, (també anomenat oídium, cendra, cendrada, cendrosa, malura vella o malura blanca) és una malaltia fúngica que afecta un ampli marge de plantes, entre aquestes la vinya. L'oïdi és causat per moltes espècies diferents de fongs de l'ordre Erysiphales. És una de les malalties més fàcils de detectar, ja que fa taques blanques a les fulles i les tiges i aquestes acaben per ser recobertes pel fong. Les fulles de sota són les més afectades, però l'oïdi pot aparèixer en qualsevol part de la planta. Quan la malaltia progressa, les taques es fan més grosses i denses i es forma un gran nombre d'espores asexuals que estenen l'oïdi per tota la planta.

## Oïdi en diverses plantes

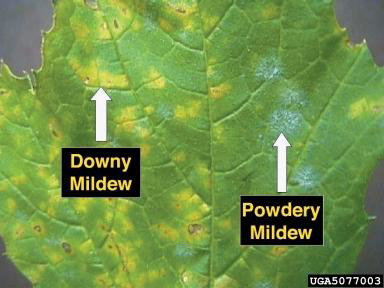
Exemple d'oïdi (dreta) comparat amb míldiu (esquerra) en fulles de vinya.

### Oïdi en vinya

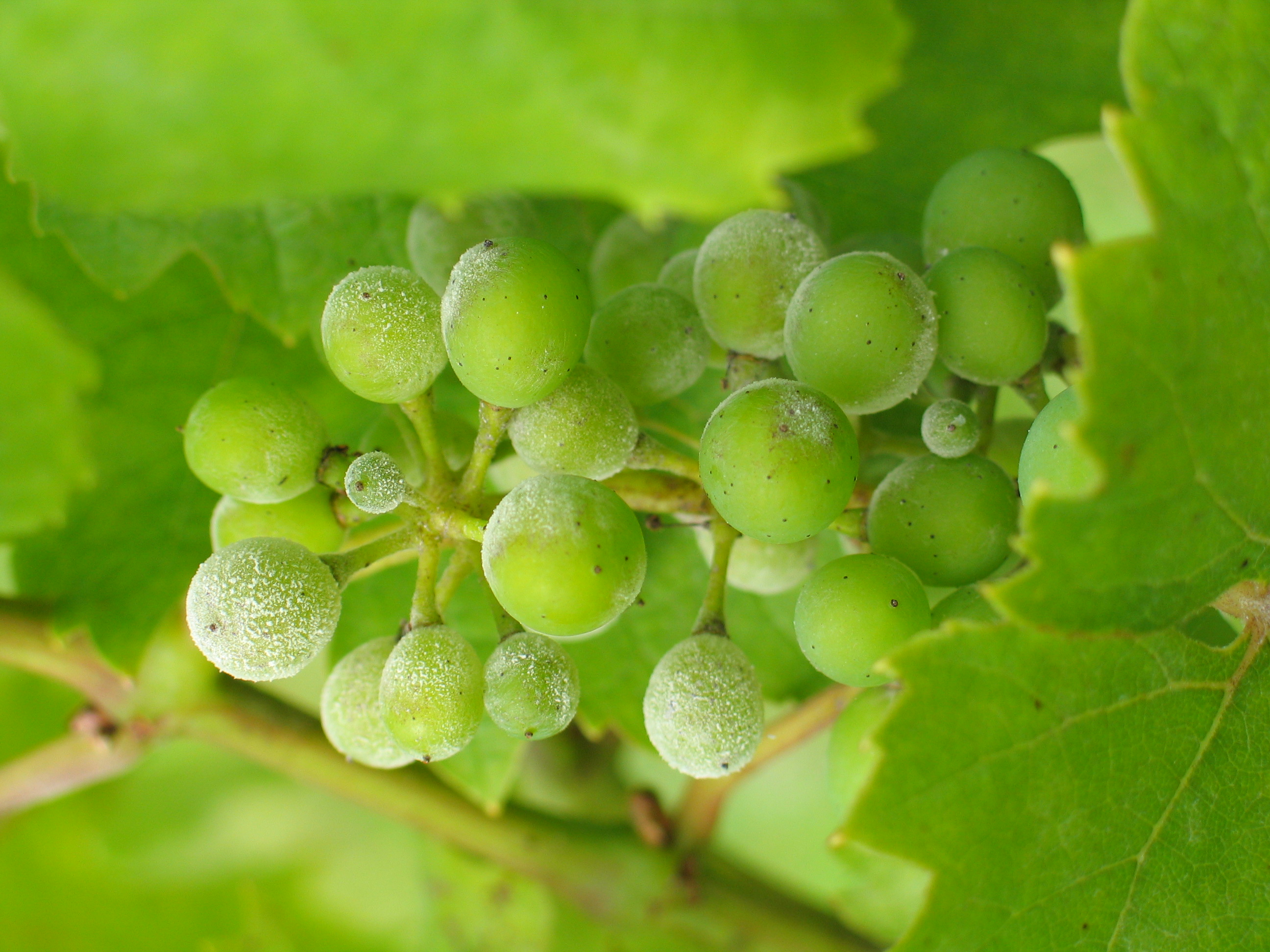
Vinya afectada per l'oïdi.

L'oïdi, cendrosa o malura de la vinya (Erysiphe necator o Uncinula necator) causa l'oïdi en la vinya. Fa una olor especial.
En la vinya l'oïdi ataca les fulles, les flors i els grans.
Les plantes mostren el seu primer símptoma amb un caragolament de les fulles per posterior-ment agafar un toc blanc grisos que li dona el nom de cendra, en fusta mostraran un color negre-morat
L'oïdi va arribar a Europa a mitjan segle xix provinent d'Amèrica.
El remei preventiu consisteix a ensofrar les vinyes de manera regular amb sofre en pols o altres productes derivats del sofre.
Curació permanganat potàssic amb tractament d'hivern i clor en dissolució(molt important no utilitzar mai el clor en borronat o fulla) 

### Oïdi en blat
Blumeria graminis forma specialis (f. sp.) tritici, causa l'oídium en el blat. Persisteix entre temporades probablement com ascòspores en residus de blat deixats al sòl. Prospera sota condicions feesques i humides especialment en el litoral del Regne Unit i de l'est dels Estats Units. L'excés de nitrogen aplicat al conreu afavoreix aquesta malaltia. Per lluitar-hi s'apliquen fungicides o bé es fan servir varietats de blat resistents.

### Oïdi en cebes
El causa l'espècie Leveillula taurica (també coneguda amb el seu nom anamorf, Oidiopsis taurica). També infecta la carxofera.

### Oïdi en pomeres i pereres
El causa l'espècie Podosphaera leucotricha.

### Oïdi en cucurbitàcies
Causat per l'espècie Podosphaera fusca.

### Oïdi en lilàs
Causat per l'espècie Microsphaera syringae.

## Reproducció
L'oídium es reprodueix tant sexualment com asexualment. La via sexual es fa amb casmotecis (abans anomenats cleistotecis) que són un tipus d'ascocarp. Dins de cadascun dels ascocarps hi ha diversos ascs. Amb el temps les ascòspores maduren i s'alliberen per iniciar noves infeccions. Les condicions necessàries per a la maduració de les espores difereixen entre les espècies de fongs.